# Trương Viên
Trương Viên là tên gọi của một vở chèo cổ của vùng đồng bằng Bắc Bộ, Việt Nam. Đây là một trong 7 vở chèo cổ kinh điển đầu tiên của nghệ thuật sân khấu chèo Việt Nam, mang tính tiêu biểu, được coi là chuẩn mực, tạo ra sức ảnh hưởng cho các vở chèo và các làn điệu chèo sau này. Vở chèo Trương Viên ca ngợi về lòng hiếu thảo của nàng dâu với mẹ chồng, tình cảm phu thê và mẫu tử, đồng thời cũng lên án chiến tranh phi nghĩa.

## Nội dung
Trương Viên quê đất Võ Lăng, nhờ mẹ sang hỏi cưới Thị Phương, người con gái của Tể tướng đã hồi hưu, thấy chàng học giỏi, cha Thị phương đồng ý và cho đôi ngọc lưu ly làm của hồi môn. Giữa lúc chàng đang dùi mài kinh sử thì  được chiếu đòi đi dẹp giặc, chàng từ biệt mẹ già, vợ trẻ ra chiến trường. Trong cảnh chạy giặc, Thị Phương đã dắt mẹ chồng lưu lạc suốt mười tám năm. Hai người bị quỷ dữ trong rừng sâu đòi ăn thịt, song may nhờ người vợ quỷ nhận làm chị em xin tha rồi cho vàng. Tiếp đó họ lại bị hổ dữ đòi ăn thịt. Thị Phương tình nguyện dâng miếng thịt nơi cánh tay để cứu mẹ chồng. Hổ tha mạng cho cả hai mẹ con. Mẹ ốm, nàng dâng đôi mắt mình để Sơn Thần làm thuốc chữa cho mẹ. Để có cách sinh nhai, Ngọc Hoàng sai Chúa Tiên xuống dạy nàng nghề đàn hát. Thắng trận trở về, Trương Viên trở về quê cũ tìm mẹ già và vợ, sau đó đi nơi khác, chàng gặp hai mẹ con bà hát xẩm. Qua bài Trần tình, chàng đã nhận ra mẹ và vợ. Nhờ ngọc lưu ly, đôi mắt của Thị Phương trở lại trong sáng như xưa.

## Đánh giá
Vở “Trương Viên” thu hút được người xem vì chủ đề rất nhân văn. Vẫn là bảo vệ chính nghĩa, bảo vệ người lương thiện và những người tốt “ở hiền gặp lành”, gặp bao nhiêu gian khó, cuối cùng vẫn gặp được hạnh phúc. “Tiết nghĩa ai bằng nàng Thị Phương/Thờ chồng nuôi mẹ vẹn đôi đường”, cái hiếu của người con dâu là đạo lý của người Việt. Vì thế, dù có gặp hổ dữ, quỷ, sơn thần thổ địa thử thách thì cuối cùng Thị Phương vẫn được gặp chồng, Trương Viên hiển vinh vẫn một mực thủy chung, trân trọng vợ.

## Dấu ấn các nghệ sĩ
- NSƯT Minh Huệ (Nhà hát Chèo Hà Nội) đạt Huy chương vàng cho vai Trương Mẫu trong vở chèo: “Trương Viên” do Nhà hát Chèo Hà Nội mang đến Hội diễn các vở chèo cổ tại Quảng Ninh năm 2001.[4]
- NSƯT Minh Phương (Đoàn chèo Hải Dương) đã giành Huy chương vàng và giải thưởng nữ diễn viên hát hay nhất khi diễn vai Thị Phương trong vở Trương Viên tại Hội diễn các vở chèo cổ tại Quảng Ninh 2001.[5]
- NSƯT Đặng Hồng Nam hay NSƯT Hồng Nam (Nhà hát Chèo Hà Nội) thành công với vai kép chính Trương Viên với giọng ca sang trọng, ấm và ngoại hình thư sinh.[6]
- NSƯT Thu Huyền (Nhà hát Chèo Hà Nội) rất nổi tiếng với vai diễn Thị Mầu trong vở chèo Quan Âm Thị Kính nhưng vai diễn Thị Phương trong vở chèo Trương Viên của cô cũng để lại những dấu ấn rất đặc biệt cho khán giả.[7]

## Địa danh Võ Lăng
Trong vở chèo có 1 tình tiết hé lộ địa danh quê Trương Viên với câu: "Quê người chồng tôi ở đất Võ Lăng". Trong lịch sử, miền Bắc Việt Nam tồn tại các địa danh Võ Lăng sau đây:
- Làng Võ Lăng, huyện Thượng Phúc, phủ Thường Tín (nay là xã Thắng Lợi, huyện Thường Tín, thành phố Hà Nội).
- Làng Võ Lăng - xã Dân Hòa, huyện Thanh Oai, thành phố Hà Nội.
- Làng Võ Lăng - xã Thượng Hiền, huyện Kiến Xương, tỉnh Thái Bình.